# Lord Forbes
Lord Forbes è un titolo nobiliare della parìa di Scozia creato nel 1442 circa da re Giacomo I di Scozia per sir Alexander Forbes. La data precisa della creazione del titolo non è conosciuta ma in un precetto datato 12 luglio 1442 Alexander viene già indicato come lord Forbes. L'opera Peerage of Scotland di Brown del 1834 da come data il 1440. Un discendente di Alessandro, il dodicesimo lord, fu Lord luogotenente dell'Aberdeenshire e Lord luogotenente del Kincardineshire. Un suo pronipote, il diciassettesimo lord, fu generale d'esercito e sedette nella camera dei lords come rappresentante della Scozia dal 1806 al 1843. Suo figlio, il diciottesimo lord, combatté nella battaglia di Waterloo del 1815.
questi venne succeduto da suo figlio, il diciannovesimo lord. Questi fu rappresentante al parlamento dal 1874 al 1906. Suo nipote, il ventunesimo lord, fu anch'egli rappresentante dal 1917 al 1924. Il figlio di quest'ultimo, il ventiduesimo lord, sedette nella camera dei lords dal 1955 al 1963, anno in cui tutti i pari scozzesi ottennero automaticamente un seggio alla camera dei lords e prestò servizio nell'amministrazione conservatrice di Harold Macmillan come ministro per la Scozia dal 1958 al 1959. Lord Forbes è inoltre capo armigero del Clan Forbes.
Patrick Forbes, figlio terzogenito del secondo lord Forbes, fu antenato sia dei conti di Granard che dei baronetti Forbes di Craigievar. I Lords Forbes di Pitsligo discendono invece da sir William Forbes, fratello di Alexander Forbes, I lord Forbes.
La sede della famiglia è il castello di Forbes, presso Alford, nell'Aberdeenshire.

## Lords Forbes (c. 1436)

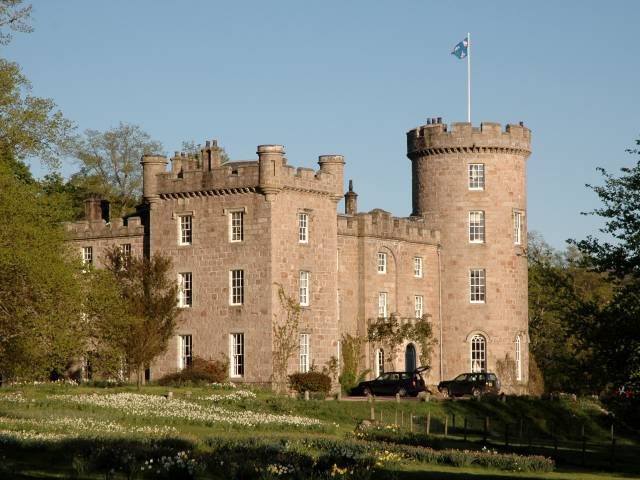
Il castello di Forbes, nell'Aberdeenshire, sede della famiglia

- Alexander Forbes, I lord Forbes (1380–1448)
- James Forbes, II lord Forbes (m. 1462)
- William Forbes, III lord Forbes (m. 1483)
- Alexander Forbes, IV lord Forbes (m. 1491)
- Arthur Forbes, V lord Forbes (m. 1493)
- John Forbes, VI lord Forbes (1475–1547)
- William Forbes, VII lord Forbes (1513-1593)
- John Forbes, VIII lord Forbes (1561–1606)
- Arthur Forbes, IX lord Forbes (1581–1641)
- Alexander Forbes, X lord Forbes (m. 1672)
- William Forbes, XI lord Forbes (m. 1697)
- William Forbes, XII lord Forbes (1656–1716)
- William Forbes, XIII lord Forbes (m. 1730)
- Francis Forbes, XIV lord Forbes (1721–1734)
- James Forbes, XV lord Forbes (1689–1761)
- James Forbes, XVI lord Forbes (n. prima del 1749–1804)
- James Ochoncar Forbes, XVII lord Forbes (1765–1843)[3]
- Walter Forbes, XVIII lord Forbes (1798–1868)
- Horace Courtenay Gammell Forbes, XIX lord Forbes (1823–1914)[3]
- Atholl Monson Forbes, XX lord Forbes (1841–1916)
- Atholl Laurence Cunyngham Forbes, XXI lord Forbes (1882–1953)[3]
- Nigel Ivan Forbes, XXII lord Forbes (1918–2013)[3]
- Malcolm Forbes, XXIII lord Forbes (n. 1946)

Erede apparente è il nipote dell'attuale detentore del titolo, Geordie Malcolm Andrew Forbes (n. 2010).